# Fredy García
Fredy Alexander García Cabrera (Puerto Barrios, Guatemala, 12 de enero de 1977) es un futbolista guatemalteco que juega como centrocampista ofensivo reconocido por su precisión en el pie izquierdo. Actualmente juega para el Fútbol Club Heredia de la Segunda División de Guatemala.

## Trayectoria
Freddy es un mediocampista zurdo, Inició su carrera deportiva con el equipo del Tally Juca representativo de Puerto Barrios su ciudad natal donde jugó de 1996 hasta 1998 cuando pasó a ser parte del equipo de la Universidad de San Carlos.
Un año más tarde en 1999 pasó a las filas de Comunicaciones donde ganó dos títulos de liga. En el 2002, en ese año paso ser parte del Columbus Crew en la MLS jugó cinco partidos de temporada regular ese año. Marcó el gol ganador del campeonato Lamar Hunt 2002 contra Los Angeles Galaxy. La temporada siguiente, apareció en 22 partidos
En el 2004 regresó a Guatemala para jugar con Municipal ayudando a ese club a ganar siete campeonatos de liga.
En junio de 2009 dejó el Municipal para unirse a Heredia, pasando a marcar 14 goles para el club en la temporada 2009-2010. Al año siguiente, jugó para Peñarol La Mesilla, antes de regresar a Heredia para la temporada 2011-12
Actualmente juega en el Deportivo Quiriguá de la Primera División del Fútbol Guatemalteco a donde llegó en el 2014 luego de un período de inactividad, exceptuando la temporada 2017-2018 en que jugó para el Chimaltenango F.C.
Su hijo Humberto Alexander también es jugador del Deportivo Quiriguá pasando a la historia ya que son muy pocos casos en que padre e hijo coinciden en la misma cancha.

## Selección nacional
Con la selección de fútbol ha jugado 69 juegos internaciones y ha anotado 22 goles, fue parte del Equipo que ganó la Copa de Naciones Uncaf 2001
Fue parte del equipo que participó en el Mundial de Futsal organizado en Guatemala en 2000.
García ha sido miembro del equipo nacional guatemalteco, que ha representado durante las campañas de clasificación para la Copa Mundial 2002, 2006, 2010 y 2014. En 1997, formó parte del equipo nacional juvenil que participó en el VI Juegos Deportivos Centroamericanos. Hizo su debut internacional con la selección mayor en un amistoso de noviembre de 1998 contra Honduras.
También jugó al futsal internacionalmente, ya que formó parte del equipo de Futsal de su país que compite en el Campeonato Mundial de Futsal 2000 que se celebró en Guatemala anotando dos goles contra Portugal y uno contra Brasil
Hizo su regreso al equipo nacional en 2011 para un partido de clasificación para la Copa Mundial de la FIFA 2014 contra San Vicente y las Granadinas y anotó apenas minutos entrando como sustituto. Luego anotó dos goles contra Granada ese mismo año, igualando a Mario Camposeco por el cuarto lugar en la lista de goleadores de todos los tiempos para Guatemala con 23 goles.

### Goles internacionales
| No  | Fecha                   | Lugar                                                     | Oponente                      | Anotación | Resultado final | Competición                                                      |
| --- | ----------------------- | --------------------------------------------------------- | ----------------------------- | --------- | --------------- | ---------------------------------------------------------------- |
| 1.  | 26 de marzo de 1999     | Estadio Nacional de Costa Rica, San José, Costa Rica      | El Salvador                   | 1–0       | 1–0             | Copa Uncaf 1999                                                  |
| 2.  | 6 de junio de 1999      | Commonwealth Stadium, Edmonton, Canadá                    | Irán                          | 2–1       | 2–2             | Copa Canadá 1999                                                 |
| 3.  | 10 de noviembre de 1999 | Estadio Mateo Flores, Guatemala City, Guatemala           | Honduras                      | 1–0       | 1–1             | Partido amistoso                                                 |
| 4.  | 9 de enero de 2000      | Los Angeles Memorial Coliseum, Los Ángeles, United States | Armenia                       | 1–1       | 1–1             | Partido amistoso                                                 |
| 5.  | 6 de febrero de 2000    | Estadio Mateo Flores, Guatemala City, Guatemala           | Chile                         | 2–0       | 2–1             | Partido amistoso                                                 |
| 6.  | 19 de marzo de 2000     | Estadio Francisco Morazán, San Pedro Sula, Honduras       | Belice                        | 1–0       | 2–1             | Clasificación de Concacaf para la Copa Mundial de Fútbol de 2002 |
| 7.  | 18 de junio de 2000     | Estadio Mateo Flores, Guatemala City, Guatemala           | Antigua y Barbuda             | 7–1       | 8–1             | Clasificación de Concacaf para la Copa Mundial de Fútbol de 2002 |
| 8.  | 18 de junio de 2000     | Estadio Mateo Flores, Guatemala City, Guatemala           | Antigua y Barbuda             | 8–1       | 8–1             | Clasificación de Concacaf para la Copa Mundial de Fútbol de 2002 |
| 9.  | 22 de julio de 2000     | Estadio Mario Camposeco, Quetzaltenango, Guatemala        | Barbados                      | 2–0       | 2–0             | Clasificación de Concacaf para la Copa Mundial de Fútbol de 2002 |
| 10. | 8 de octubre de 2000    | Barbados National Stadium, St. Michael, Barbados          | Barbados                      | 1–0       | 3–1             | Clasificación de Concacaf para la Copa Mundial de Fútbol de 2002 |
| 11. | 21 de febrero de 2001   | Estadio Rommel Fernández, Panama City, Panamá             | Panamá                        | 1–1       | 2–2             | Partido amistoso                                                 |
| 12. | 21 de febrero de 2001   | Estadio Rommel Fernández, Panama City, Panamá             | Panamá                        | 2–2       | 2–2             | Partido amistoso                                                 |
| 13. | 25 de mayo de 2001      | Estadio Nilmo Edwards, La Ceiba, Honduras                 | Belice                        | 2–0       | 3–3             | Copa Uncaf 2001                                                  |
| 14. | 25 de mayo de 2001      | Estadio Nilmo Edwards, La Ceiba, Honduras                 | Belice                        | 3–3       | 3–3             | Copa Uncaf 2001                                                  |
| 15. | 3 de junio de 2001      | Estadio Olímpico Metropolitano, San Pedro Sula, Honduras  | Panamá                        | 3–1       | 3–1             | Copa Uncaf 2001                                                  |
| 16. | 13 de febrero de 2003   | Estadio Rommel Fernández, Panama City, Panamá             | Costa Rica                    | 1–0       | 1–1             | Copa Uncaf 2003                                                  |
| 17. | 18 de febrero de 2003   | Estadio Rommel Fernández, Panama City, Panamá             | Nicaragua                     | 4–0       | 5–0             | Copa Uncaf 2003                                                  |
| 18. | 20 de febrero de 2003   | Estadio Rommel Fernández, Panama City, Panamá             | El Salvador                   | 1–0       | 2–0             | Copa Uncaf 2003                                                  |
| 19. | 31 de marzo de 2004     | Estadio Cuscatlán, San Salvador, El Salvador              | El Salvador                   | 1–0       | 3–0             | Partido amistoso                                                 |
| 20. | 12 de octubre de 2005   | Estadio Mateo Flores, Guatemala City, Guatemala           | Costa Rica                    | 2–0       | 3–1             | Clasificación de Concacaf para la Copa Mundial de Fútbol de 2006 |
| 21. | 2 de septiembre de 2011 | Estadio Mateo Flores, Guatemala City, Guatemala           | San Vincente y las Granadinas | 4–0       | 4–0             | Clasificación de Concacaf para la Copa Mundial de Fútbol de 2014 |
| 22. | 11 de noviembre de 2011 | Estadio Mateo Flores, Guatemala City, Guatemala           | Granada                       | 1–0       | 3–0             | Clasificación de Concacaf para la Copa Mundial de Fútbol de 2014 |
| 23. | 11 de noviembre de 2011 | Estadio Mateo Flores, Guatemala City, Guatemala           | Granada                       | 2–0       | 3–0             | Clasificación de Concacaf para la Copa Mundial de Fútbol de 2014 |

## Premios individuales
- Trofeo Botín de Oro — Goleador Torneo Clausura 2008